# Pädagogiarch
Pädagogiarch oder Pädagogarch war die frühere Berufsbezeichnung für den Rektor eines Pädagogiums.

## Ursprung des Begriffs
Der Begriff Pädagarch leitet sich aus dem altgriechischen Nomen παιδαγωγός (paidagogós) und dem Verb ἄρχειν (árchein) ‚befehlen, anführen, beginnen‘ ab. Ersteres setzt sich aus dem Nomen παῖς (pais) ‚Knabe, Kind‘ und dem Verb ἄγειν (ágein) ‚führen‘ zusammen.